# Windows Server 2025
Windows Server 2025 è un sistema operativo per server pubblicato da Microsoft il 1º novembre 2024. Fa parte della famiglia Windows NT ed è il successore di Windows Server 2022.

## Sviluppo
Windows Server 2025 è stato annunciato il 26 gennaio 2024 e la prima versione di anteprima per il test al pubblico, accessibile tramite il programma Windows Insider, è stata pubblicata l'8 febbraio 2024.

## Funzionalità
Tra le nuove funzionalità e i miglioramenti presenti troviamo:
- Bluetooth: connettere mouse, tastiere, cuffie, dispositivi audio e altro tramite Bluetooth
- DTrace: strumento di monitoraggio del sistema in tempo reale
- Traduzione del paging applicata all'hypervisor: funzione di sicurezza contro gli attacchi di buffer overflow
- Dev Drive: volume di archiviazione ottimizzato per i carichi di lavoro degli sviluppatori
- Account del servizio gestiti delegati: gestione sicura degli account del servizio
- OpenSSH: preinstallato per impostazione predefinita
- Server Message Block (SMB): prestazioni di condivisione file migliorate
- Baseline di sicurezza: oltre 350 impostazioni di sicurezza predefinite
- Hub di feedback: Segnalazione di bug e feedback migliorati
- Active Directory: supporto per l'integrazione cloud
- Hyper-V Manager: Generation 2 è l'opzione predefinita per gli amministratori
- Gestione dei certificati: sicurezza avanzata con il supporto SHA-256

## Requisiti minimi
| Hardware    | 64-bit |
| ----------- | --- |
| CPU         | Processore x86-64 da 1.4 GHz |
| RAM         | 2 GB |
| Disco       | Almeno 32 GB di spazio libero |
| Risoluzione | Schermo 1024 x 768 pixel |
| Rete        | - Una scheda di rete wireless che supporta 802.11 - Una scheda Ethernet in grado di supportare almeno 1 gigabit al secondo di throughput |
| BIOS        | Sistema e firmware basati su UEFI 2.3.1c che supportano l'avvio protetto                                                                 |
| Sicurezza   | Trusted Platform Module 2.0 |